# 변숙경
변숙경은 대한민국의 텔레비전 드라마 작가이다. 

## 시트콤
- 2004년 ~ 2005년 MBC 일일 시트콤 《논스톱 5》 ... 공동집필
- 2024년 KBS2 수목 미니시리즈 《개소리》 ... 집필